# Aphidoletes urticariae
Aphidoletes urticariae är en tvåvingeart som först beskrevs av Jean-Jacques Kieffer 1895.  Aphidoletes urticariae ingår i släktet Aphidoletes och familjen gallmyggor. Inga underarter finns listade i Catalogue of Life.